# 童年 (期刊)
《童年》（Childhood）是一份1993年起出版的英語社會學學術期刊，由挪威兒童研究中心發行、SAGE Publications出版，現任主編群包括于韋斯屈萊大學幼兒教育學教授萊娜·阿來南（Leena Alanen）、羅格斯大學童年研究教授丹尼爾·湯瑪士·庫克（Daniel Thomas Cook）、牛津大學社會學教授維吉妮雅·摩洛（Virginia Morrow）和阿姆斯特丹大學童年研究教授奧哈·利文霍（Olga Nieuwenhuys）。該期刊收錄與童年研究相關的理論性或實驗性論文、文章、評論，尤其是在兒童權利和兒童在社會上的普遍地位有關的文章。
根據《期刊引證報告》數據顯示，《童年》2014年時的影響因子是0.660，在41份女性研究期刊中排名第21。

## 外部連結
- 《童年》在出版社官網上的介紹 （英文）